# Olga Budina
Olga Budina (nascida Ol'ga Aleksandrovna Budina, em cirílico О́льга Алекса́ндровна Бу́дина; 22 de fevereiro de 1975), é uma atriz russa de teatro e de cinema.

## Biografia
Nascida em 1975, atendeu a escola de atuação na Universidade Boris Shchukin. Começou no cinema em 1996, como protagonista de uma adaptação do Pequeno Príncipe. Em 2000 atuou como Anastasia no filme The Romanovs: An Imperial Family. Em 2003 foi membro di jury ao 25° Festival de Moscou.
Em 2004 casou com o manager Aleksandr Naumov, de quem divorciou. Tem um filho chamado Naum.

## Filmografia
- 1998: Ne poslat' ly nam gontsa?
- 1999: Dosye detektiva Dubrovskogo (TV)
- 1999: Tsvety ot pobediteley
- 2000: The Romanovs: An Imperial Family (Romanovi: Ventsenosnaja semja) — Grã Duquesa Anastásia Nikolaevna Romanova
- 2000: Check - Clerk
- 2000: His Wife's Diary (Dnevnik ego zheny) — poetessa Galina Plotnikova
- 2000: Empire under Strike (Imperiya pod udarom) — Olga
- 2000: Border: Taiga Novel - Marina Goloschekina
- 2001: Down House — Maria
- 2001: Salomè — Salomè
- 2001: Plus-Minus One
- 2002: Railroad Romance (Zheleznodorozhny romans) — Vera
- 2003: The Idiot (serie TV) — Aglaia Yepanchina
- 2003: Joys and Sorrows of a Little Lord (Radosti i pechali malenkogo lorda) — Nora
- 2003: Bajazet — Olga Khvoshchinskaya
- 2004: Moscow Saga (Moskovskaya saga) — Nina Gradova-Kitaigorodskaya
- 2006: Stalin's Wife (Zhena Stalina) — Nadezhda Alliluyeva
- 2007: Private Life of Dr. Selivanova — Elena Selivanova, ginecologa
- 2007: Necklaces for Snow Woman — Katia
- 2008: Heavy Sand (Tyazhely pesok) — Helena Moiseyevna, la moglie di Levi
- 2008: Equation without unknown variables (Uravneniye so vsemi izvestnymi) — Anna Samoylova
- 2009: Phoenix Syndrome (Sindrom Feniksa) — Tatiana
- 2010: Dr. Zemsky (Zemskij doktor)— Dr.ssa Olga Samoilova
- 2010: Mother's Heart (Serdtse materi) (TV) — Vera Guryanova, procuratore criminale

## Galería fotográfica

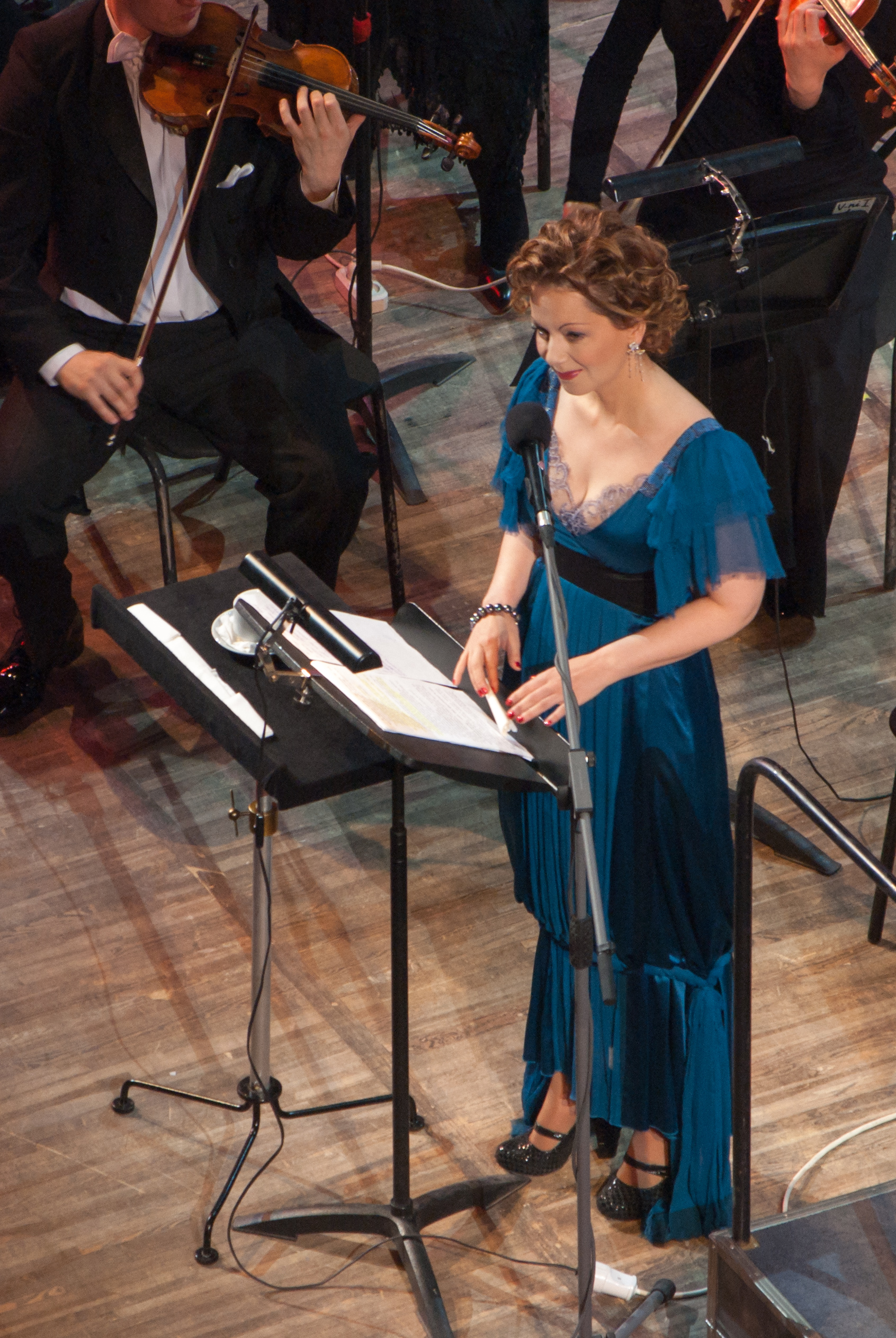
Olga Budina em 2013